# طاردة مخبرية
جهاز الطرد المركزي المختبري هو جهاز مختبري يستخدم في المختبرات للترسيب، يجري تشغيلها بمحرك، يعمل على تدوير عينات السائل بسرعة عالية. هناك أنواع مختلفة من أجهزة الطرد المركزي، اعتمادًا على الحجم وسعة العينة.
مثل جميع أجهزة الطرد المركزي الأخرى، تعمل أجهزة الطرد المركزي المختبرية بمبدأ الترسيب، إذ يُستخدم التسارع المركزي لفصل المواد ذات الكثافة الأكبر والأقل.

## أنواع
توجد أنواع مختلفة من الطرد المركزي:

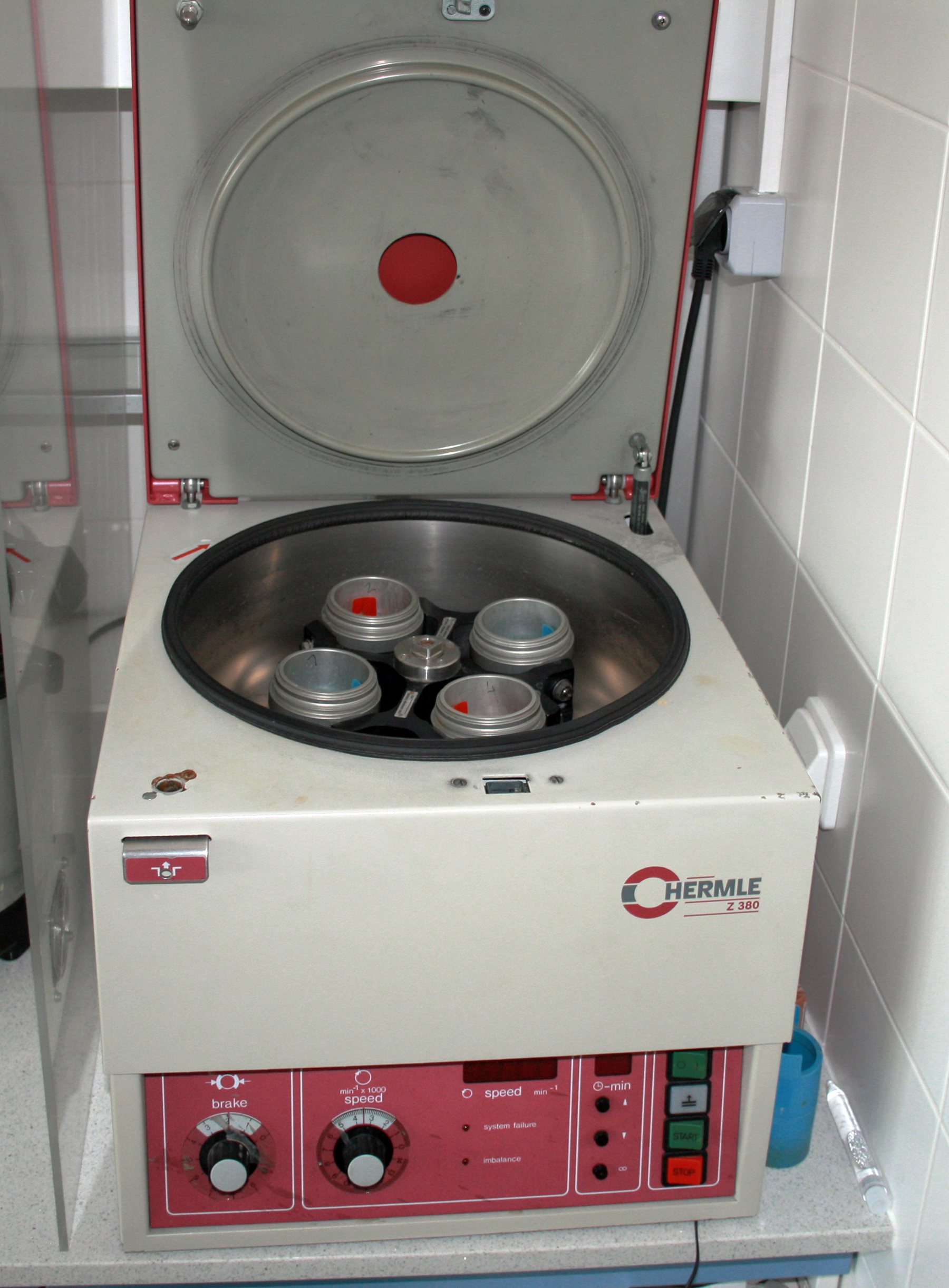
أجهزة الطرد المركزي للمختبر

- الطرد المركزي التفاضلي، يستخدم غالبًا لفصل عضيات معينة عن الخلايا الكاملة لمزيد من التحليل لأجزاء معينة من الخلايا.
- الطرد المركزي المتساوي الكثافة، يستخدم غالبًا لعزل الأحماض النووية مثل الحمض النووي.
- الطرد المركزي لتدرج السكروز، يستخدم غالبًا لتنقية الفيروسات والريبوسومات المغلفة، وأيضًا لفصل العضيات الخلوية عن المستخلصات الخلوية الخام.

توجد أنواع مختلفة من أجهزة الطرد المركزي المختبرية:
أجهزة الطرد المركزي الدقيقة
أجهزة للأنابيب الصغيرة من 0.2 مل إلى 2.0 مل (أنابيب صغيرة)، حتى 96 صفيحة معايرة دقيقة، تصميم مضغوط، مساحة صغيرة؛ حتى 30000 جرام.
أجهزة الطرد المركزي السريرية.
الأجهزة متوسطة السرعة المستخدمة في التطبيقات السريرية مثل أنابيب جمع الدم.
أجهزة الطرد المركزي عالية السرعة ومتعددة الأغراض.
أجهزة لمجموعة واسعة من أحجام الأنابيب، وتنوع كبير، ومساحة كبيرة.
أجهزة الطرد المركزي الفائقة.
النماذج التحليلية والتحضيرية.
بسبب الحرارة المتولدة عن طريق احتكاك الهواء (حتى في أجهزة الطرد المركزي الفائقة، إذ يعمل الدوار في فراغ جيد)، والضرورة المتكررة للحفاظ على العينات عند درجة حرارة معينة، يجري تبريد العديد من أنواع أجهزة الطرد المركزي المختبرية وتنظيم درجة حرارتها.

## أنابيب الطرد المركزي
أنابيب الطرد المركزي هي أنابيب مصنوعة بدقة عالية، مصنوعة من الزجاج أو اللدائن لتناسب تمامًا تجاويف الدوار. يمكن أن تتنوع سعتها من 50 مل إلى سعات أصغر بكثير تستخدم في أجهزة الطرد المركزي الدقيقة المستخدمة على نطاق واسع في مختبرات البيولوجيا الجزيئية. تستوعب أجهزة الطرد المركزي الدقيقة عادةً أنابيب الطرد المركزي الدقيقة البلاستيكية القابلة للاستخدام مرة واحدة بسعات تتراوح من 250 ميكرولتر إلى 2.0 مل.
يمكن استخدام أنابيب الطرد المركزي الزجاجية مع معظم المذيبات، ولكنها تكون أكثر تكلفة. يمكن تنظيفها مثل غيرها من أدوات المختبر الزجاجية، ويمكن تعقيمها بالبخار. يمكن أن تتسبب الخدوش الصغيرة الناتجة عن التعامل غير الدقيق في حدوث عطل تحت تأثير القوى القوية المفروضة أثناء التشغيل. تُوضع الأنابيب الزجاجية في أكمام مطاطية ناعمة لتخفيف الضغط عليها أثناء الدوران. تميل أنابيب الطرد المركزي البلاستيكية، على وجه الخصوص، إلى أن تكون أقل تكلفة، ومع العناية بها، يمكن أن تكون بنفس متانة الزجاج. يفضل استخدام الماء عند استخدام أنابيب الطرد المركزي البلاستيكية. من الصعب تنظيفها بشكل كامل، وعادة ما تكون غير مكلفة بما يكفي لاعتبارها قابلة للاستخدام مرة واحدة.
تُستخدم عادةً أنابيب بلاستيكية يمكن التخلص منها بسعة 0.5 مل إلى 2 مل في أجهزة الطرد المركزي الدقيقة. تُصنع من بلاستيك شفاف مرن يشبه البولي إيثيلين، وهي ذات شكل شبه مخروطي مع أغطية مانعة للتسرب متكاملة ومفصلة.
ويتم عصر العينات الأكبر حجمًا باستخدام زجاجات الطرد المركزي، والتي تتراوح سعتها من 250 إلى 1000 مليلتر. على الرغم من أن بعضها مصنوع من زجاج ثقيل، فإن زجاجات الطرد المركزي عادة ما تكون مصنوعة من بلاستيك مقاوم للكسر مثل البولي بروبيلين أو البولي كربونات. يمكن استخدام إغلاقات الختم لمزيد من ضمان عدم التسرب.

## أمان

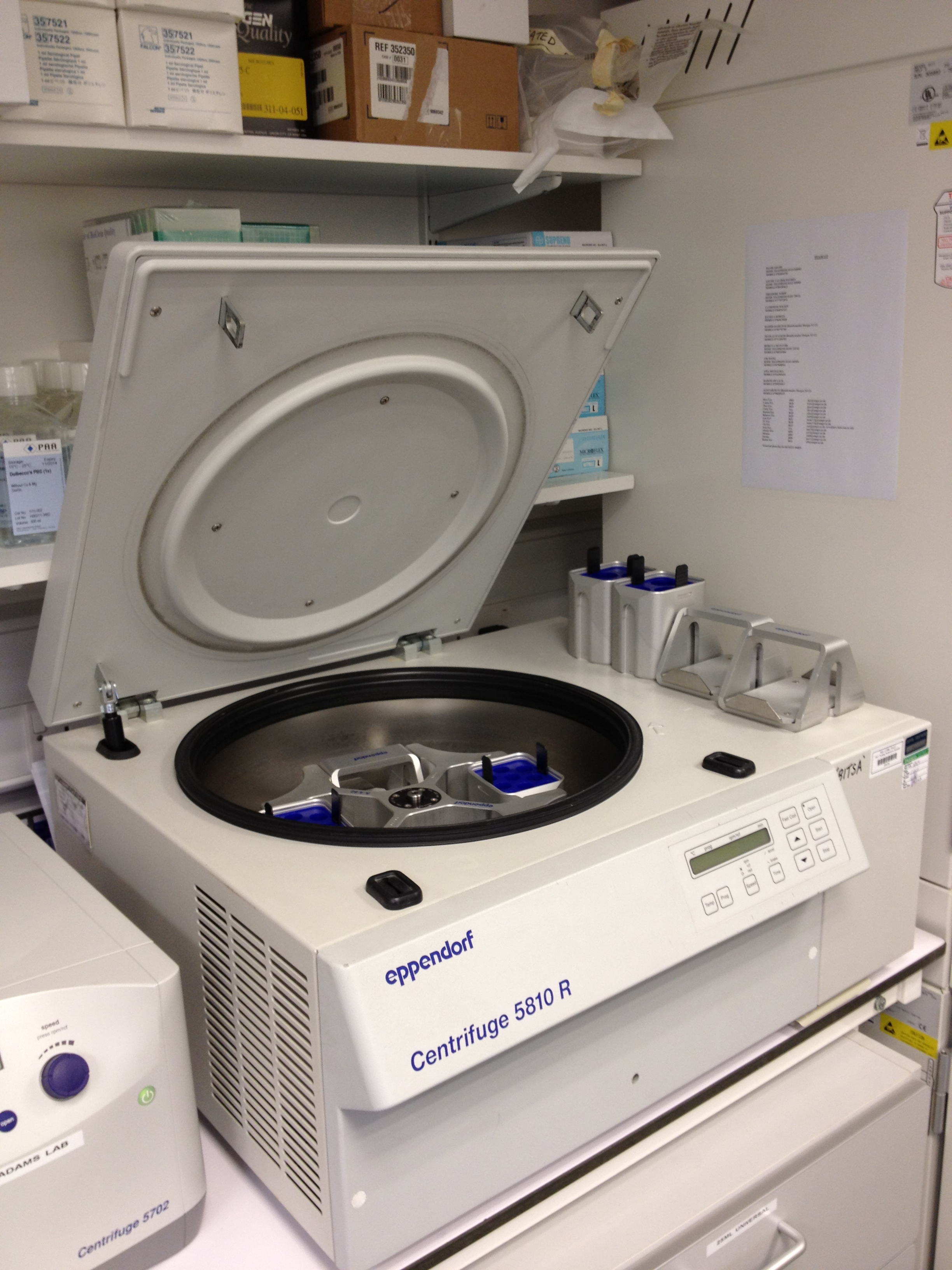
جهاز الطرد المركزي للمختبر من شركة إبندورف

يجب أن يكون الحمل في أجهزة الطرد المركزي المختبرية متوازنا بعناية. يمكن تحقيق ذلك باستخدام مجموعة من العينات وأنابيب التوازن التي لها جميعها نفس الوزن أو باستخدام أنماط موازنة مختلفة بدون أنابيب التوازن. إنها مشكلة رياضية مثيرة للاهتمام لحل نمط التوازن مع وجود n فتحة وk أنبوب بنفس الوزن. من المعروف أن الحل موجود إذا وفقط إذا كان من الممكن التعبير عن كل من k وnk كمجموع العوامل الأولية لـ n. يمكن أن تؤدي الاختلافات الصغيرة في كتلة الحمل إلى اختلال كبير في القوة عندما يدور الدوّار بسرعة عالية. يؤدي هذا الخلل في القوة إلى إجهاد المحرك وقد يؤدي إلى تلف أجهزة الطرد المركزي أو إصابة شخصية. تحتوي بعض أجهزة الطرد المركزي على ميزة الكشف التلقائي عن اختلال التوازن في الدوار، والتي تقوم بإيقاف التشغيل فورًا عند اكتشاف اختلال التوازن.
قبل البدء في تشغيل أجهزة الطرد المركزي، من الضروري إجراء فحص دقيق لآليات قفل الدوّار والغطاء. يمكن أن يسبب الدوّار إصابات خطيرة عند لمسه. تحتوي أجهزة الطرد المركزي الحديثة بشكل عام على ميزات تمنع الاتصال العرضي مع الدوّار المتحرك وذلك بقفل الغطاء الرئيسي أثناء التشغيل.

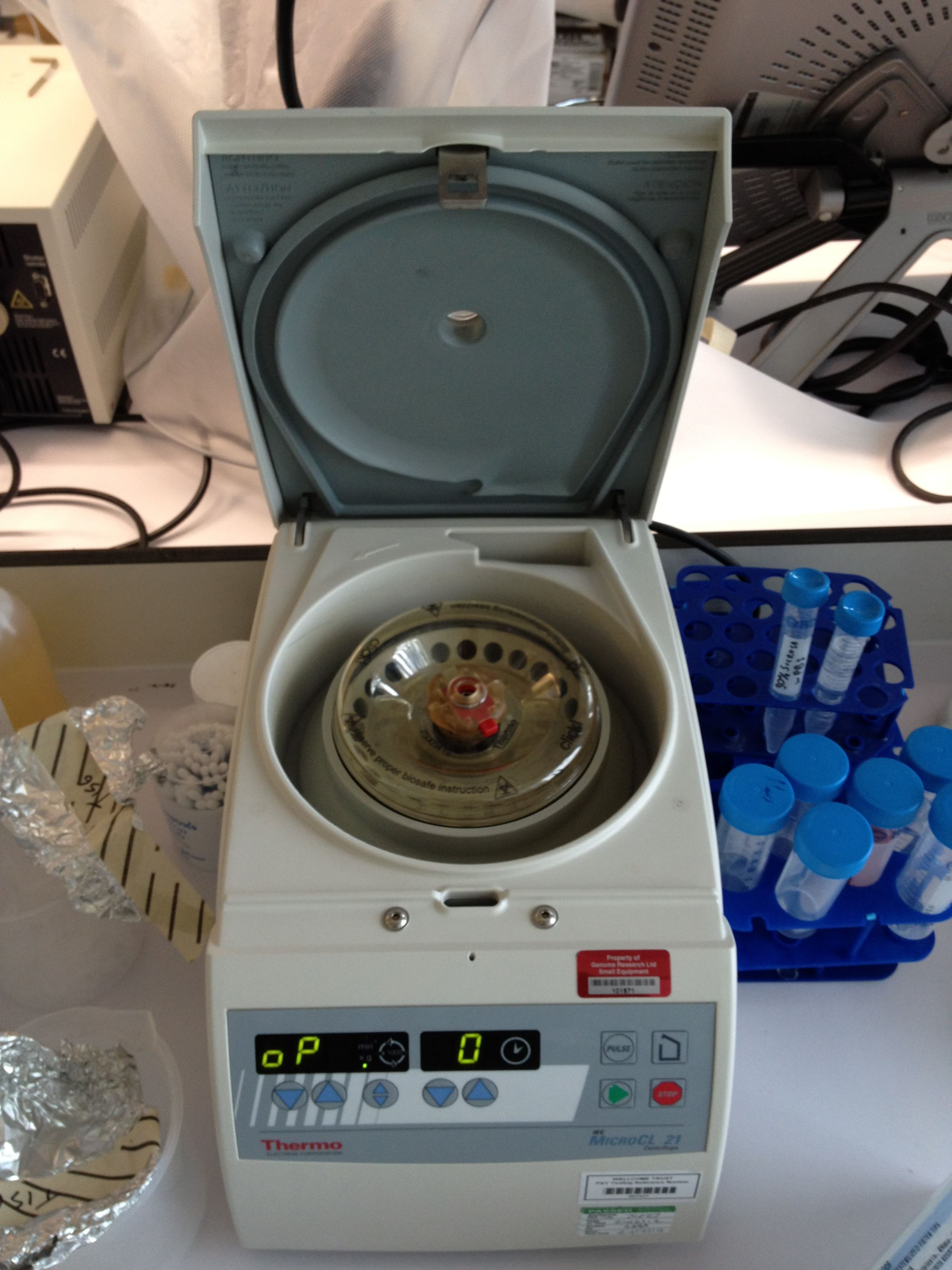
جهاز الطرد المركزي المختبري من شركة ثرموفيشر.

تتمتع دوّارات أجهزة الطرد المركزي بطاقة حركية هائلة أثناء الدوران بسرعة عالية. يمكن أن يحدث فشل الدوّار، الناجم عن الضغط الميكانيكي من القوى العالية التي ينقلها المحرك، بسبب عيوب التصنيع أو التآكل الروتيني أو الاستخدام والصيانة غير السليمة. يمكن أن يكون هذا الفشل فشلاً كارثياً، وخاصة مع أجهزة الطرد المركزي كبيرة الحجم، وعادة ما يؤدي إلى تدمير أجهزة الطرد المركزي تدميرا كاملا. ورغم أن أجهزة الطرد المركزي عادة ما تكون مزودة بدروع أمان لاحتواء هذه الأعطال، فإن هذه الدروع قد تكون غير كافية، وخاصة في النماذج القديمة، أو قد تندفع وحدة الطرد المركزي بأكملها من موقعها، مما يؤدي إلى إلحاق الضرر بالأفراد والمعدات القريبة. وقد أدت أعطال الدوارات غير المسيطر عليها إلى تحطيم نوافذ المختبرات وتدمير الثلاجات والخزائن. لتقليل مخاطر فشل الدوار، يحدد مصنعو أجهزة الطرد المركزي إجراءات التشغيل والصيانة لضمان فحص الدوارات بانتظام وإخراجها من الخدمة أو تخفيض تصنيفها (تشغيلها بسرعات منخفضة فقط) عندما تتجاوز عمرها المتوقع.
يوجد خطر محتمل آخر وهو انتشار العينات الخطرة في الهواء أثناء عملية الطرد المركزي. ولمنع تلوث المختبر، تتوفر أغطية دوارة مزودة بحشوات خاصة مقاومة للهباء الجوي. يمكن تحميل الدوّار بالعينات داخل غطاء وتثبيت غطاء على الدوار. بعد ذلك، يتم نقل النظام المحكم ضد الهباء الجوي المكون من الدوار والغطاء إلى أجهزة الطرد المركزي. ومن الممكن بعد ذلك تثبيت الدوار داخل جهاز الطرد المركزي دون الحاجة إلى فتح الغطاء. بعد التشغيل، تُزال مجموعة الدوار بأكملها، بما في ذلك الغطاء، من جهاز الطرد المركزي إلى الغطاء للقيام بخطوات أخرى، والحفاظ على العينات داخل نظام مغلق.